# Tribunale della Camera imperiale

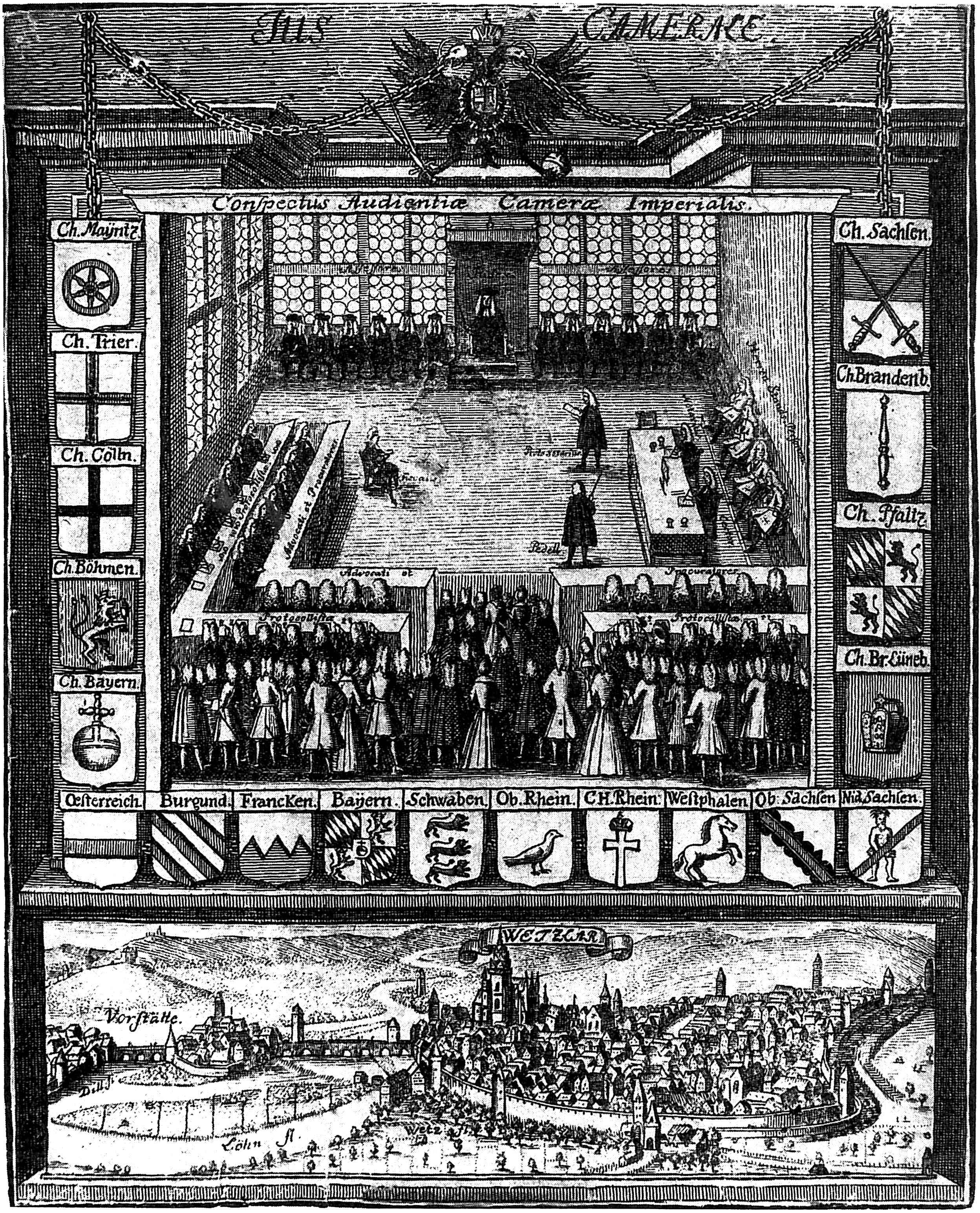
La Camera imperiale in sessione a Wetzlar (1750)

Il Tribunale della Camera imperiale, generalmente detto Tribunale camerale dell'Impero (ted. Reichskammergericht, lat. Camerae Imperialis Judici), costituisce uno dei primi esempi di tribunale centrale in uno Stato moderno. Essa fu istituita nel 1495 da Massimiliano I d'Asburgo nell'ambito di una riforma dell'ordinamento giudiziale del Sacro Romano Impero, riforma caldeggiata dai principi elettori in seno alla Dieta di Worms.

## Premessa
Per capirne la funzione, bisogna premettere che prima della sua istituzione, l'Impero conosceva un'altra corte, il Tribunale imperiale (Reichskammergericht), deputato alla risoluzione delle controversie tra feudatari maggiori o in capite, e sulle liti attinenti all'ambito fiscale ed alle regalìe. Questo tribunale, tuttavia, cominciò a cadere in disuso quando il titolo imperiale iniziò a restare sempre più frequentemente nelle mani degli Asburgo, i quali attribuirono competenza nelle suddette materie al tribunale feudale dei loro territori ereditari. Questo comportava un conflitto di interessi: chiunque venisse eletto imperatore, infatti, finiva per unire su sé stesso il titolo supremo di imperatore e quello di feudatario. Logico, quindi, che le controversie di portata "imperiale" dovevano essere risolte da un tribunale imparziale, che non rispondesse agli interessi di parte della dinastia asburgica. Da qui scaturisce la necessità di un nuovo tribunale: il Reichshofrat.

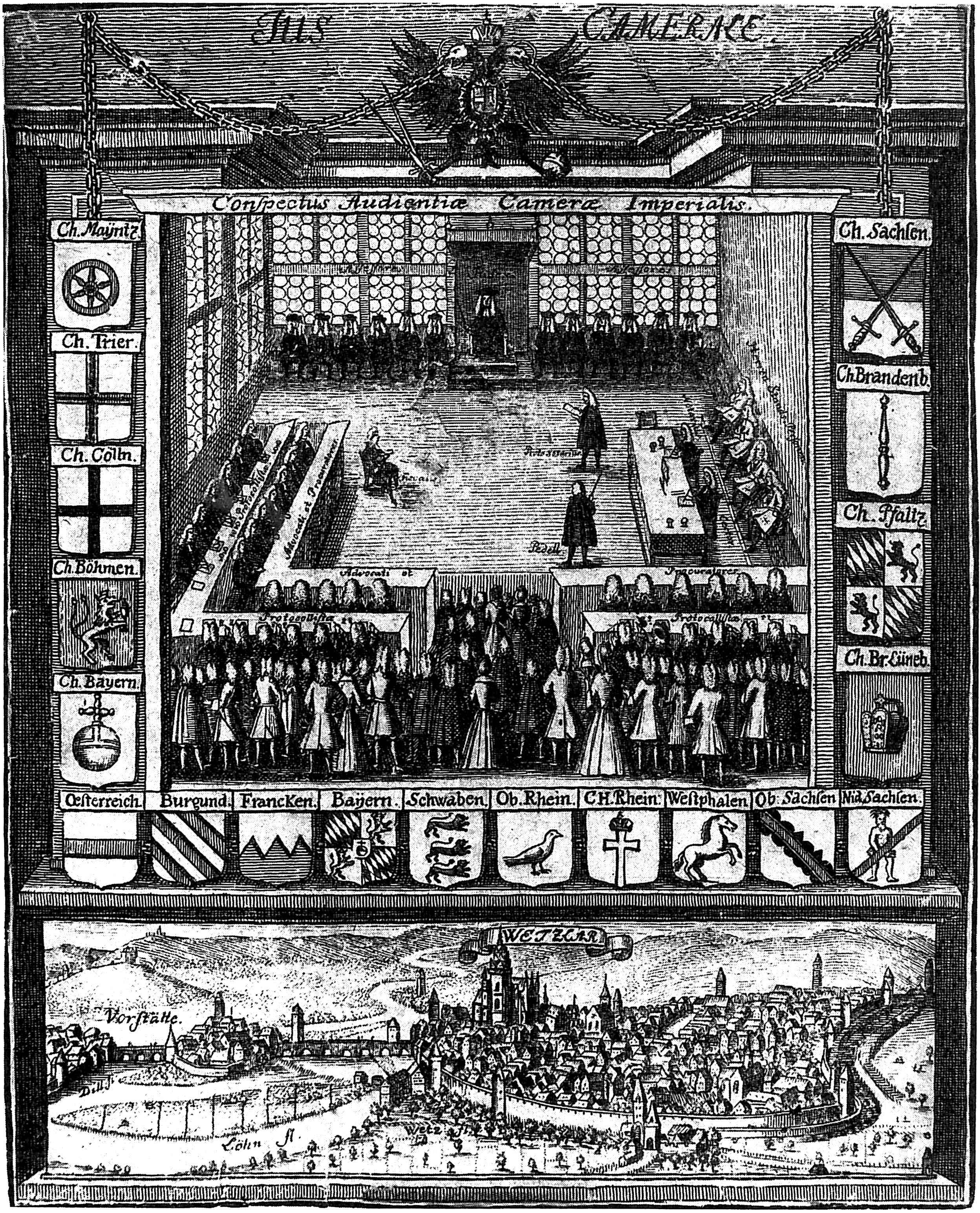
Sessione del Tribunale camerale dell'Impero nel XVIII secolo

## Caratteristiche
Il Tribunale della Camera imperiale nasce dunque nel 1495, nell'ambito di una riforma del sistema istituzionale imperiale germanico, su richiesta della Dieta di Worms, con l'intenzione di limitare il potere della dinastia asburgica.
Per ottenere una certa qual imparzialità, si stabilì che:
- il numero di giudici che accedevano a tale Corte per privilegio ereditario dovesse essere limitato solo alla metà del numero complessivo (dal Gotha)[non chiaro];
- la restante metà doveva essere costituita da giudici tecnici, esperti del settore in quanto istruiti nell'ambito delle università di diritto romano che ormai da qualche secolo si erano radicate in Europa.

Inoltre, si decise di limitare la discrezionalità degli apprezzamenti del tribunale, stabilendo che le sentenze dovessero essere emanate sulla base del diritto romano, intendendosi con esso non solo i testi giustinianei, ma anche le glosse e i commenti, ossia le elaborazioni dottrinali frutto dell'attività dei giurisperiti basso-medievali. L'applicazione del diritto romano come normativa vigente ebbe esiti non indifferenti. Nel molteplice e variegato panorama giuridico, caratterizzato da una selva di istituzioni autonome titolari di potestà normativa, il tribunale riuscì a imporre una certa uniformità giuridica. Tale uniformità discende non tanto dall'aver dichiarato formalmente vigente e applicabile il diritto giustinianeo, quanto dal fatto che ad applicarlo era il tribunale centrale, ossia la corte più autorevole dell'Impero, il quale in virtù di questa autorevolezza finiva per dettare l'indirizzo giuridico dominante rispetto a quelli adottati dagli altri tribunali.